# Сахи, Дипа
Дипа Сахи (англ. Deepa Sahi, хинди दीपा साही; род. 30 ноября 1962 года) — индийская актриса и продюсер.

## Биография
Родилась в Дехрадуне. Позже её семья переехала в Канаду, однако сама Дипа продолжила жить в Индии.
Замужем за кинорежиссёром Кетаном Мехтой, племянником борца за свободу Уши Мехты.

## Карьера
После окончания делийского театрального института National School of Drama начала выступать на сцене. В начале своей кинокарьеры сотрудничала с режиссёром Говиндом Нихалани. Её дебют состоялся в 1984 году с фильмом «Вечеринка». Картина была хорошо принята критиками. В следующем году снялась в фильме «Оцепенение». Однако, самой большим драматическим достижением Дипы является роль пенджабской женщины с независимым нравом, происходящей из низшей касты, в высоко оценённом мини-сериале Tamas (1986).
Снялась в фильмах своего мужа «Герой» (1988), «Госпожа Майя» (1993) и «Дорогая, это Индия!» (1995), к которому сама написала сценарий. Её другие известные роли в фильмах «Добрые друзья» (1991) и «Смерть одного доктора» (1991). Её последним появлением в кино стал фильм «Неудачливый ловелас» (1998).

## Фильмография

### Продюсер
- Госпожа Майя
- Дорогая, это Индия!
- Неудачливый ловелас
- Искусство обольщения
- Восстание
- Rang Rasiya
- Phir Zindagi

Кроме этого, спродюсировала ещё 12 сериалов. Является промоутером Maya Entertainment Pvt. Ltd., ведущей индийской анимационной студии.

### Актриса
| Год  |    | Русское название          | Оригинальное название      | Роль             |
| ---- | -- | ------------------------- | -------------------------- | ---------------- |
| 1984 | ф  |                           | Party                      | Сона Ране        |
| 1985 | ф  | С одного берега на другой | Aar Paar                   |                  |
| 1985 | ф  | Оцепенение                | Aghaat                     | жена Чотелала    |
| 1986 | тф |                           | Tamas                      | жена Натху       |
| 1988 | ф  | Герой Хиралал             | Hero Hiralal               | Рани Ситара Дэви |
| 1990 | ф  | Враг                      | Dushman                    | Гита             |
| 1991 | ф  | Добрые друзья             | Hum                        | Арти             |
| 1991 | ф  | Третий глаз Шивы          | Trinetra                   | Сима             |
| 1991 | ф  | Смерть одного доктора     | Ek Doctor Ki Maut          |                  |
| 1992 | ф  |                           | Siyasat                    |                  |
| 1993 | ф  | Госпожа Майя              | Maya Memsaab               | Майя             |
| 1993 | ф  | Землетрясение             | Bhookamp                   |                  |
| 1995 | ф  | Дорогая, это Индия        | Oh Darling! Yeh Hai India! | Мисс Индия       |
| 1997 | ф  | Неудачливый ловелас       | Aar Ya Paar                | Ану Чаухан       |
| 2001 | ф  | Дочери этого столетия     | Daughters of This Century  | Чампия           |

## Награды и номинации
- Номинация на Filmfare Award за лучшую женскую роль второго плана — «Добрые друзья»[3] (1991)